# Tasmanipatus barretti
Espèce
Tasmanipatus barretti est une espèce d'Onychophores de la famille des Peripatopsidae.

## Distribution
Cette espèce est endémique de Tasmanie : elle se rencontre au nord-est de l'île sur un territoire de 600 km2.

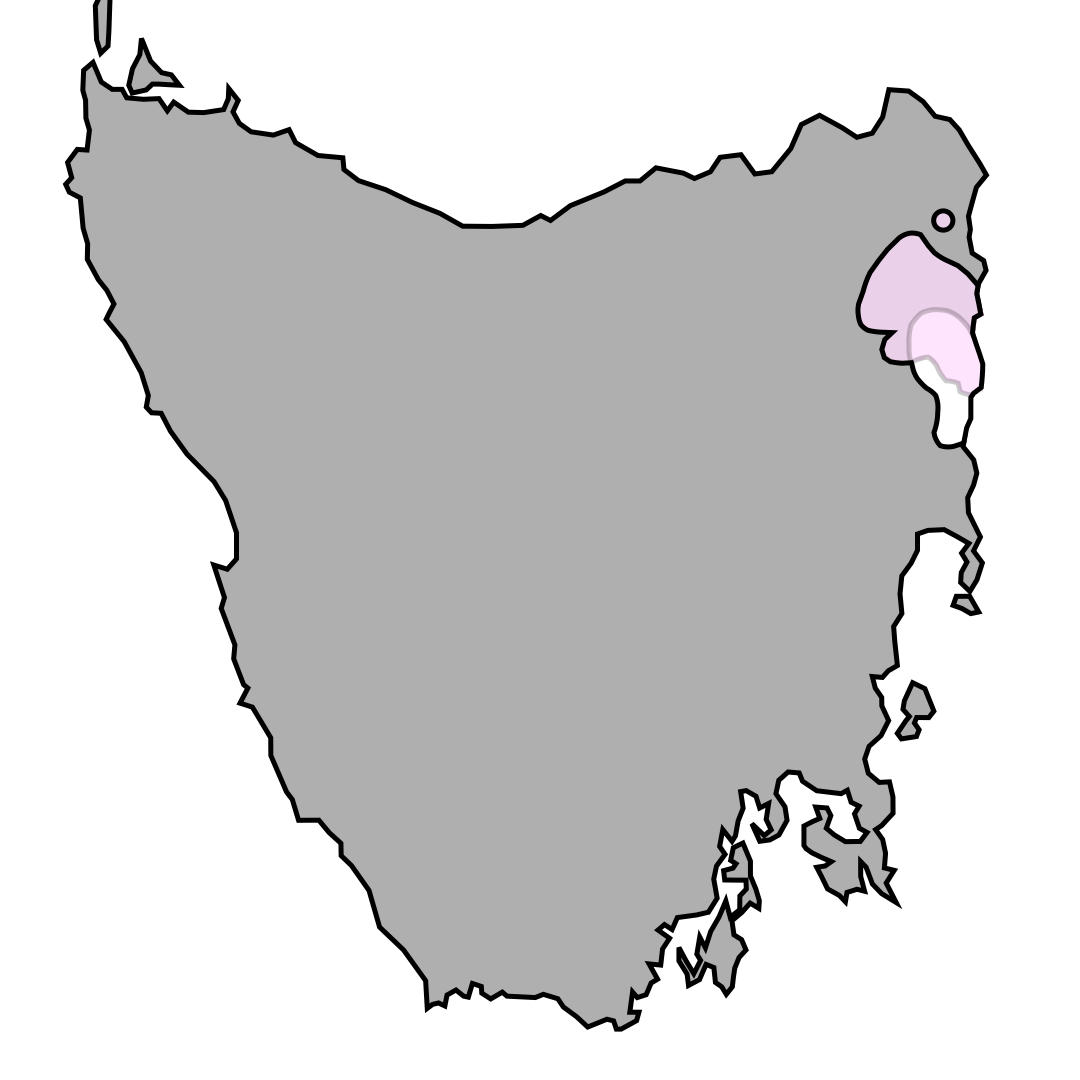
Distributions de T. barretti (rose) et T. anophthalmus (blanc).

Cette répartition longe celle de l'espèce cousine Tasmanipatus anophthalmus, mais sans presque jamais la recouper.

## Description
Le corps est rosé. Les femelles adultes peuvent atteindre 75 mm ; c'est le plus grand des Onychophores[réf. souhaitée].
Il est nommé « giant velvet worm » en anglais.

## Publication originale
- (en) Ruhberg, Mesibov, Briscoe & Tait, 1991 : Tasmanipatus barretti gen. nov., sp. nov. and T. anophthalmus sp. nov.: two new and unusual onychophorans (Onychophora: Peripatopsidae) from northeastern Tasmania. Papers and Proceedings of the Royal Society of Tasmania, vol. 125, p. 7-10.